# Rio Chilişca
O Rio Chilişca é um rio da Romênia, afluente do Bărzăuţa, localizado no distrito de Bacău.